# Mónica Clapp
Pour les articles homonymes, voir Clapp.
Mónica Clapp est une mathématicienne mexicaine-américaine, qui travaille à l'Université nationale autonome du Mexique. Elle est connue pour son travail sur les équations aux dérivées partielles non-linéaires (en) et en topologie algébrique.

## Biographie et travaux
Clapp est née dans la ville de Mexico. Elle est diplômée de l'Université nationale autonome du Mexique en 1974 avec une première thèse en topologie dirigée par Roberto Vázquez et Graciela Salicrup. Clapp a ensuite obtenu un doctorat à l'Université de Heidelberg en 1979, sous la supervision de Dieter Siegmund Puppe et Albrecht Dold, avec une thèse intitulée Dualität in der Kategorie der Spektren von Ex-Räumen.
Elle est membre du corps professoral de l'UNAM depuis ce temps.
Avec R. Jimenez, L. Montejano, Sylvia de Neymet, elle anime l'école mexicaine en topologie algébrique.
Clapp est rédactrice en chef des revues Boletín de la Sociedad Matemática Mexicana et Aportaciones Matemáticas.

## Prix et distinctions
En 2012, Clapp devient fellow de l'American Mathematical Society. Elle est également membre de la Mexican Academy of Sciences (en) ainsi que du Sistema Nacional de Investigadores.

## Sélection de publications
- Clapp, Mónica; Puppe, Dieter : Invariants of the Lusternik-Schnirelmann type and the topology of critical sets., Trans. Amer. Math. Soc. 298 (1986), no. 2, 603–620.
- Clapp, Mónica; Puppe, Dieter : Critical point theory with symmetries, J. Reine Angew. Math. 418 (1991), 1–29.
- Bartsch, Thomas; Clapp, Mónica : Critical point theory for indefinite functionals with symmetries. J. Funct. Anal. 138 (1996), no. 1, 107–136.
- Castro, Alfonso; Clapp, Mónica : The effect of the domain topology on the number of minimal nodal solutions of an elliptic equation at critical growth in a symmetric domain, Nonlinearity 16 (2003), no. 2, 579–590.
- Mónica Clapp, Juan Carlos Fernández : Multiple solutions to the Bahri-Coron problem in a bounded domain without a thin neighborhood of manifold, Topological Methods in Nonlinear Analysis. Vol. 46, nr 2 (2015).